# Spiel ohne Grenzen 1978
Bei der 14. Ausgabe von Spiel ohne Grenzen gab es nach acht Jahren wieder eine Änderung bei den Nationen. Die Niederlande, die 1970 dazu gekommen ist, stieg nach 8 Spielzeiten wieder aus. Dafür kommt als neue Nation Jugoslawien in die Spielgruppe, die erste sozialistische Republik, die beim Spiel ohne Grenzen mitmacht.
Bei den deutschen Qualifikations Runden gab es auch eine Änderung. Nach elf Jahren fanden statt sieben Ausscheidungen mit je zwei Mannschaften nun zwei Ausscheidungsturniere mit je fünf Mannschaften statt. Die besten drei kamen jeweils in die internationalen Wettkämpfe. Grömitz war als deutscher Gastgeber schon gesetzt.

## Deutsche Qualifikation
Am 6. Mai 1978 fand in Bad Ems das erste deutsche Qualifikationsturnier zum Thema "Der Wilde Westen" statt. Die Mannschaft aus Friedrichsthal hat dieses Turnier knapp vor Lahnstein gewonnen. Sobernheim konnte sich mit dem dritten Platz ebenfalls noch das Ticket für die internationale Spielrunde sichern. Für Weilburg und den Gastgeber Bad Ems blieben nur die zwei letzten Plätze übrig.
| Platz | Stadt          | Punte |
| ----- | -------------- | ----- |
| 1     | Friedrichsthal | 30    |
| 2     | Lahnstein      | 29    |
|       | Sobernheim     | 24    |
| 4     | Weilburg       | 22    |
| 5     | Bad Ems        | 20    |

Das 2. Turnier fand am 20. Mai 1978 in Hamm statt. Wesseling gewann diese Runde klar vor Telgte. Auf dem gemeinsamen dritten Platz waren Drolshagen und die Heimmannschaft aus Hamm mit 24 Punkten. So musste ein Tie-Break-Spiel entscheiden, das Drolshagen gewann. So schied auch die zweite Heimmannschaft bei den Qualifikationsturniere raus.
| Platz | Stadt       | Punte |
| ----- | ----------- | ----- |
| 1     | Wesseling   | 33    |
| 2     | Telgte      | 25    |
|       | Drolshagen  | 24    |
| 4     | Hamm        | 24    |
| 5     | Harsewinkel | 22    |

## 1. RundeVerbania, Italien
| Platz | Land | Stadt          | Punkte | Bemerkung |
| ----- | ---- | -------------- | ------ | --- |
| 1     | CH   | Bad Ragaz      | 41     | Die erste Runde wurde am 31. Mai 1978 in Verbania gespielt. Ettore Andenna und Milly Carlucci führten durch die Sendung zum Thema "Sport im Grand Hotel". Die Schweizer Mannschaft aus Bad Ragaz konnte im letzten Spiel einen 2 Punkte Rückstand gegenüber den Britten wettmachen. Bath holte nur einen Punkt und musste sich den dritten Platz mit Friedrichsthal teilen. |
| 2     | I    | Verbania       | 39     | Die erste Runde wurde am 31. Mai 1978 in Verbania gespielt. Ettore Andenna und Milly Carlucci führten durch die Sendung zum Thema "Sport im Grand Hotel". Die Schweizer Mannschaft aus Bad Ragaz konnte im letzten Spiel einen 2 Punkte Rückstand gegenüber den Britten wettmachen. Bath holte nur einen Punkt und musste sich den dritten Platz mit Friedrichsthal teilen. |
| 3     | D    | Friedrichsthal | 37     | Die erste Runde wurde am 31. Mai 1978 in Verbania gespielt. Ettore Andenna und Milly Carlucci führten durch die Sendung zum Thema "Sport im Grand Hotel". Die Schweizer Mannschaft aus Bad Ragaz konnte im letzten Spiel einen 2 Punkte Rückstand gegenüber den Britten wettmachen. Bath holte nur einen Punkt und musste sich den dritten Platz mit Friedrichsthal teilen. |
|       | GB   | Bath           | 37     | Die erste Runde wurde am 31. Mai 1978 in Verbania gespielt. Ettore Andenna und Milly Carlucci führten durch die Sendung zum Thema "Sport im Grand Hotel". Die Schweizer Mannschaft aus Bad Ragaz konnte im letzten Spiel einen 2 Punkte Rückstand gegenüber den Britten wettmachen. Bath holte nur einen Punkt und musste sich den dritten Platz mit Friedrichsthal teilen. |
| 5     | YU   | Split          | 36     | Die erste Runde wurde am 31. Mai 1978 in Verbania gespielt. Ettore Andenna und Milly Carlucci führten durch die Sendung zum Thema "Sport im Grand Hotel". Die Schweizer Mannschaft aus Bad Ragaz konnte im letzten Spiel einen 2 Punkte Rückstand gegenüber den Britten wettmachen. Bath holte nur einen Punkt und musste sich den dritten Platz mit Friedrichsthal teilen. |
| 6     | B    | Dilbeek        | 33     | Die erste Runde wurde am 31. Mai 1978 in Verbania gespielt. Ettore Andenna und Milly Carlucci führten durch die Sendung zum Thema "Sport im Grand Hotel". Die Schweizer Mannschaft aus Bad Ragaz konnte im letzten Spiel einen 2 Punkte Rückstand gegenüber den Britten wettmachen. Bath holte nur einen Punkt und musste sich den dritten Platz mit Friedrichsthal teilen. |
| 7     | F    | Meudon         | 22     | Die erste Runde wurde am 31. Mai 1978 in Verbania gespielt. Ettore Andenna und Milly Carlucci führten durch die Sendung zum Thema "Sport im Grand Hotel". Die Schweizer Mannschaft aus Bad Ragaz konnte im letzten Spiel einen 2 Punkte Rückstand gegenüber den Britten wettmachen. Bath holte nur einen Punkt und musste sich den dritten Platz mit Friedrichsthal teilen. |

## 2. RundeRochefort, Belgien
| Platz | Land | Stadt              | Punkte | Bemerkung |
| ----- | ---- | ------------------ | ------ | --- |
| 1     | D    | Sobernheim         | 44     | Die zweite Runde wurde am 13. Juni 1978 in Rochefort,/Belgien ausgetragen. Präsentiert wurde der Wettkampf von Paule Herreman und Michel Lemaire. Als Thema wurden die Abenteuer von Tim und Struppi gewählt. Sobernheim hat das Turnier mit 44 Punkten gewonnen, was am Ende für die Teilnahme am Finale gereicht hat. Vor dem letzten Spiel hatten sie schon einen Vorsprung von 6 Punkten auf die Italiener und sieben vor den Belgier. Die Mannschaft aus Jugoslawien landete fünf Mal auf dem letzten Platz. |
| 2     | B    | Rochefort          | 39     | Die zweite Runde wurde am 13. Juni 1978 in Rochefort,/Belgien ausgetragen. Präsentiert wurde der Wettkampf von Paule Herreman und Michel Lemaire. Als Thema wurden die Abenteuer von Tim und Struppi gewählt. Sobernheim hat das Turnier mit 44 Punkten gewonnen, was am Ende für die Teilnahme am Finale gereicht hat. Vor dem letzten Spiel hatten sie schon einen Vorsprung von 6 Punkten auf die Italiener und sieben vor den Belgier. Die Mannschaft aus Jugoslawien landete fünf Mal auf dem letzten Platz. |
|       | I    | Abano Terme        | 39     | Die zweite Runde wurde am 13. Juni 1978 in Rochefort,/Belgien ausgetragen. Präsentiert wurde der Wettkampf von Paule Herreman und Michel Lemaire. Als Thema wurden die Abenteuer von Tim und Struppi gewählt. Sobernheim hat das Turnier mit 44 Punkten gewonnen, was am Ende für die Teilnahme am Finale gereicht hat. Vor dem letzten Spiel hatten sie schon einen Vorsprung von 6 Punkten auf die Italiener und sieben vor den Belgier. Die Mannschaft aus Jugoslawien landete fünf Mal auf dem letzten Platz. |
| 4     | CH   | Yverdon            | 34     | Die zweite Runde wurde am 13. Juni 1978 in Rochefort,/Belgien ausgetragen. Präsentiert wurde der Wettkampf von Paule Herreman und Michel Lemaire. Als Thema wurden die Abenteuer von Tim und Struppi gewählt. Sobernheim hat das Turnier mit 44 Punkten gewonnen, was am Ende für die Teilnahme am Finale gereicht hat. Vor dem letzten Spiel hatten sie schon einen Vorsprung von 6 Punkten auf die Italiener und sieben vor den Belgier. Die Mannschaft aus Jugoslawien landete fünf Mal auf dem letzten Platz. |
| 5     | GB   | Crewe and Nantwich | 32     | Die zweite Runde wurde am 13. Juni 1978 in Rochefort,/Belgien ausgetragen. Präsentiert wurde der Wettkampf von Paule Herreman und Michel Lemaire. Als Thema wurden die Abenteuer von Tim und Struppi gewählt. Sobernheim hat das Turnier mit 44 Punkten gewonnen, was am Ende für die Teilnahme am Finale gereicht hat. Vor dem letzten Spiel hatten sie schon einen Vorsprung von 6 Punkten auf die Italiener und sieben vor den Belgier. Die Mannschaft aus Jugoslawien landete fünf Mal auf dem letzten Platz. |
| 6     | YU   | Novo Mesto         | 27     | Die zweite Runde wurde am 13. Juni 1978 in Rochefort,/Belgien ausgetragen. Präsentiert wurde der Wettkampf von Paule Herreman und Michel Lemaire. Als Thema wurden die Abenteuer von Tim und Struppi gewählt. Sobernheim hat das Turnier mit 44 Punkten gewonnen, was am Ende für die Teilnahme am Finale gereicht hat. Vor dem letzten Spiel hatten sie schon einen Vorsprung von 6 Punkten auf die Italiener und sieben vor den Belgier. Die Mannschaft aus Jugoslawien landete fünf Mal auf dem letzten Platz. |
| 7     | F    | La Rochelle        | 25     | Die zweite Runde wurde am 13. Juni 1978 in Rochefort,/Belgien ausgetragen. Präsentiert wurde der Wettkampf von Paule Herreman und Michel Lemaire. Als Thema wurden die Abenteuer von Tim und Struppi gewählt. Sobernheim hat das Turnier mit 44 Punkten gewonnen, was am Ende für die Teilnahme am Finale gereicht hat. Vor dem letzten Spiel hatten sie schon einen Vorsprung von 6 Punkten auf die Italiener und sieben vor den Belgier. Die Mannschaft aus Jugoslawien landete fünf Mal auf dem letzten Platz. |

## 3. RundeGrömitz, Deutschland
| Platz | Land | Stadt       | Punkte | Bemerkung |
| ----- | ---- | ----------- | ------ | --- |
| 1     | B    | Willebroek  | 43     | Die Dritte Runde fand am 28. Juni 1978 fanden im Grömitz, zum Thema "Am Strand", statt. Präsentiert von Manfred Erdenberger und Brigitte März. Die belgische Mannschaft aus Willebroek hat diese Runde klar gewonnen. Von der Ersten Runde an lagen sie immer in Führung. Die Mannschaft aus Londonderry trat mit ihrem Länderkürzel NI, statt GB, auf der Anzeigetafel und auf den Trikots an. Die deutsche Heimmannschaft aus Grömitz hatte Pech im Jokerspiel und wurde dort Zweitletzter. |
| 2     | F    | Cambrai     | 37     | Die Dritte Runde fand am 28. Juni 1978 fanden im Grömitz, zum Thema "Am Strand", statt. Präsentiert von Manfred Erdenberger und Brigitte März. Die belgische Mannschaft aus Willebroek hat diese Runde klar gewonnen. Von der Ersten Runde an lagen sie immer in Führung. Die Mannschaft aus Londonderry trat mit ihrem Länderkürzel NI, statt GB, auf der Anzeigetafel und auf den Trikots an. Die deutsche Heimmannschaft aus Grömitz hatte Pech im Jokerspiel und wurde dort Zweitletzter. |
| 3     | NI   | Londonderry | 35     | Die Dritte Runde fand am 28. Juni 1978 fanden im Grömitz, zum Thema "Am Strand", statt. Präsentiert von Manfred Erdenberger und Brigitte März. Die belgische Mannschaft aus Willebroek hat diese Runde klar gewonnen. Von der Ersten Runde an lagen sie immer in Führung. Die Mannschaft aus Londonderry trat mit ihrem Länderkürzel NI, statt GB, auf der Anzeigetafel und auf den Trikots an. Die deutsche Heimmannschaft aus Grömitz hatte Pech im Jokerspiel und wurde dort Zweitletzter. |
| 4     | D    | Grömitz     | 32     | Die Dritte Runde fand am 28. Juni 1978 fanden im Grömitz, zum Thema "Am Strand", statt. Präsentiert von Manfred Erdenberger und Brigitte März. Die belgische Mannschaft aus Willebroek hat diese Runde klar gewonnen. Von der Ersten Runde an lagen sie immer in Führung. Die Mannschaft aus Londonderry trat mit ihrem Länderkürzel NI, statt GB, auf der Anzeigetafel und auf den Trikots an. Die deutsche Heimmannschaft aus Grömitz hatte Pech im Jokerspiel und wurde dort Zweitletzter. |
| 5     | I    | Battipaglia | 31     | Die Dritte Runde fand am 28. Juni 1978 fanden im Grömitz, zum Thema "Am Strand", statt. Präsentiert von Manfred Erdenberger und Brigitte März. Die belgische Mannschaft aus Willebroek hat diese Runde klar gewonnen. Von der Ersten Runde an lagen sie immer in Führung. Die Mannschaft aus Londonderry trat mit ihrem Länderkürzel NI, statt GB, auf der Anzeigetafel und auf den Trikots an. Die deutsche Heimmannschaft aus Grömitz hatte Pech im Jokerspiel und wurde dort Zweitletzter. |
| 6     | YU   | Mostar      | 28     | Die Dritte Runde fand am 28. Juni 1978 fanden im Grömitz, zum Thema "Am Strand", statt. Präsentiert von Manfred Erdenberger und Brigitte März. Die belgische Mannschaft aus Willebroek hat diese Runde klar gewonnen. Von der Ersten Runde an lagen sie immer in Führung. Die Mannschaft aus Londonderry trat mit ihrem Länderkürzel NI, statt GB, auf der Anzeigetafel und auf den Trikots an. Die deutsche Heimmannschaft aus Grömitz hatte Pech im Jokerspiel und wurde dort Zweitletzter. |
| 7     | CH   | Cavergno    | 27     | Die Dritte Runde fand am 28. Juni 1978 fanden im Grömitz, zum Thema "Am Strand", statt. Präsentiert von Manfred Erdenberger und Brigitte März. Die belgische Mannschaft aus Willebroek hat diese Runde klar gewonnen. Von der Ersten Runde an lagen sie immer in Führung. Die Mannschaft aus Londonderry trat mit ihrem Länderkürzel NI, statt GB, auf der Anzeigetafel und auf den Trikots an. Die deutsche Heimmannschaft aus Grömitz hatte Pech im Jokerspiel und wurde dort Zweitletzter. |

## 4. RundeZemun, Jugoslawien
| Platz | Land | Stadt         | Punkte | Bemerkung |
| ----- | ---- | ------------- | ------ | --- |
| 1     | GB   | Sandwell      | 48     | Am 12. Juli 1978 fand zum ersten Mal eine Spielrunde in Jugoslawien statt. Zemun war der Gastgeber in der 4. Runde. Präsentiert wurde diese Sendung von Dunja Lango, Dragan Nikitović und Milan „Minja“ Subota zum Thema "Schach". Sandwell und Fontainebleau lieferten sich ein Kopf-an-Kopf-Rennen und waren mit 34 Punkte gleichauf nach dem siebten Spiel. Mit zwei Siegen im Fil Rouge und dem letzten Spiel sicherten sich die Briten den Sieg und die Finalqualifikation. Für Lahnstein reichte es nur zum zweitletzten Platz. |
| 2     | F    | Fontainebleau | 44     | Am 12. Juli 1978 fand zum ersten Mal eine Spielrunde in Jugoslawien statt. Zemun war der Gastgeber in der 4. Runde. Präsentiert wurde diese Sendung von Dunja Lango, Dragan Nikitović und Milan „Minja“ Subota zum Thema "Schach". Sandwell und Fontainebleau lieferten sich ein Kopf-an-Kopf-Rennen und waren mit 34 Punkte gleichauf nach dem siebten Spiel. Mit zwei Siegen im Fil Rouge und dem letzten Spiel sicherten sich die Briten den Sieg und die Finalqualifikation. Für Lahnstein reichte es nur zum zweitletzten Platz. |
| 3     | CH   | Altdorf       | 36     | Am 12. Juli 1978 fand zum ersten Mal eine Spielrunde in Jugoslawien statt. Zemun war der Gastgeber in der 4. Runde. Präsentiert wurde diese Sendung von Dunja Lango, Dragan Nikitović und Milan „Minja“ Subota zum Thema "Schach". Sandwell und Fontainebleau lieferten sich ein Kopf-an-Kopf-Rennen und waren mit 34 Punkte gleichauf nach dem siebten Spiel. Mit zwei Siegen im Fil Rouge und dem letzten Spiel sicherten sich die Briten den Sieg und die Finalqualifikation. Für Lahnstein reichte es nur zum zweitletzten Platz. |
| 4     | B    | Silly         | 33     | Am 12. Juli 1978 fand zum ersten Mal eine Spielrunde in Jugoslawien statt. Zemun war der Gastgeber in der 4. Runde. Präsentiert wurde diese Sendung von Dunja Lango, Dragan Nikitović und Milan „Minja“ Subota zum Thema "Schach". Sandwell und Fontainebleau lieferten sich ein Kopf-an-Kopf-Rennen und waren mit 34 Punkte gleichauf nach dem siebten Spiel. Mit zwei Siegen im Fil Rouge und dem letzten Spiel sicherten sich die Briten den Sieg und die Finalqualifikation. Für Lahnstein reichte es nur zum zweitletzten Platz. |
|       | YU   | Zemun         | 33     | Am 12. Juli 1978 fand zum ersten Mal eine Spielrunde in Jugoslawien statt. Zemun war der Gastgeber in der 4. Runde. Präsentiert wurde diese Sendung von Dunja Lango, Dragan Nikitović und Milan „Minja“ Subota zum Thema "Schach". Sandwell und Fontainebleau lieferten sich ein Kopf-an-Kopf-Rennen und waren mit 34 Punkte gleichauf nach dem siebten Spiel. Mit zwei Siegen im Fil Rouge und dem letzten Spiel sicherten sich die Briten den Sieg und die Finalqualifikation. Für Lahnstein reichte es nur zum zweitletzten Platz. |
| 6     | D    | Lahnstein     | 25     | Am 12. Juli 1978 fand zum ersten Mal eine Spielrunde in Jugoslawien statt. Zemun war der Gastgeber in der 4. Runde. Präsentiert wurde diese Sendung von Dunja Lango, Dragan Nikitović und Milan „Minja“ Subota zum Thema "Schach". Sandwell und Fontainebleau lieferten sich ein Kopf-an-Kopf-Rennen und waren mit 34 Punkte gleichauf nach dem siebten Spiel. Mit zwei Siegen im Fil Rouge und dem letzten Spiel sicherten sich die Briten den Sieg und die Finalqualifikation. Für Lahnstein reichte es nur zum zweitletzten Platz. |
| 7     | I    | Tolfa         | 20     | Am 12. Juli 1978 fand zum ersten Mal eine Spielrunde in Jugoslawien statt. Zemun war der Gastgeber in der 4. Runde. Präsentiert wurde diese Sendung von Dunja Lango, Dragan Nikitović und Milan „Minja“ Subota zum Thema "Schach". Sandwell und Fontainebleau lieferten sich ein Kopf-an-Kopf-Rennen und waren mit 34 Punkte gleichauf nach dem siebten Spiel. Mit zwei Siegen im Fil Rouge und dem letzten Spiel sicherten sich die Briten den Sieg und die Finalqualifikation. Für Lahnstein reichte es nur zum zweitletzten Platz. |

## 5. RundeBourgoin-Jallieu, Frankreich
| Platz | Land | Stadt             | Punkte | Bemerkung |
| ----- | ---- | ----------------- | ------ | --- |
| 1     | GB   | East Kilbride     | 46     | Am 26. Juli 1978 war Bourgoin-Jallieu der Gastgeber. Guy Lux und Simone Garnier begleiteten die Spielrunden zum Thema "Asterix und die Gallier". Die Schweizer Mannschaft führte noch nach der 6. Runde. In den letzten drei Runden holten sie aber nur noch acht Punkte. Die Briten aber 17 und den Sieg. |
| 2     | CH   | Novazzano         | 38     | Am 26. Juli 1978 war Bourgoin-Jallieu der Gastgeber. Guy Lux und Simone Garnier begleiteten die Spielrunden zum Thema "Asterix und die Gallier". Die Schweizer Mannschaft führte noch nach der 6. Runde. In den letzten drei Runden holten sie aber nur noch acht Punkte. Die Briten aber 17 und den Sieg. |
| 3     | B    | Hamme             | 37     | Am 26. Juli 1978 war Bourgoin-Jallieu der Gastgeber. Guy Lux und Simone Garnier begleiteten die Spielrunden zum Thema "Asterix und die Gallier". Die Schweizer Mannschaft führte noch nach der 6. Runde. In den letzten drei Runden holten sie aber nur noch acht Punkte. Die Briten aber 17 und den Sieg. |
| 4     | D    | Wesseling         | 36     | Am 26. Juli 1978 war Bourgoin-Jallieu der Gastgeber. Guy Lux und Simone Garnier begleiteten die Spielrunden zum Thema "Asterix und die Gallier". Die Schweizer Mannschaft führte noch nach der 6. Runde. In den letzten drei Runden holten sie aber nur noch acht Punkte. Die Briten aber 17 und den Sieg. |
|       | F    | Bourgoin-Jallieu  | 36     | Am 26. Juli 1978 war Bourgoin-Jallieu der Gastgeber. Guy Lux und Simone Garnier begleiteten die Spielrunden zum Thema "Asterix und die Gallier". Die Schweizer Mannschaft führte noch nach der 6. Runde. In den letzten drei Runden holten sie aber nur noch acht Punkte. Die Briten aber 17 und den Sieg. |
| 6     | YU   | Ohrid             | 22     | Am 26. Juli 1978 war Bourgoin-Jallieu der Gastgeber. Guy Lux und Simone Garnier begleiteten die Spielrunden zum Thema "Asterix und die Gallier". Die Schweizer Mannschaft führte noch nach der 6. Runde. In den letzten drei Runden holten sie aber nur noch acht Punkte. Die Briten aber 17 und den Sieg. |
| 7     | I    | Montecatini Terme | 21     | Am 26. Juli 1978 war Bourgoin-Jallieu der Gastgeber. Guy Lux und Simone Garnier begleiteten die Spielrunden zum Thema "Asterix und die Gallier". Die Schweizer Mannschaft führte noch nach der 6. Runde. In den letzten drei Runden holten sie aber nur noch acht Punkte. Die Briten aber 17 und den Sieg. |

## 6. RundeArosa, Schweiz
| Platz | Land | Stadt                         | Punkte | Bemerkung |
| ----- | ---- | ----------------------------- | ------ | --- |
| 1     | CH   | Arosa                         | 44     | Am 9. August 1978 war der Hinterwald Park von Arosa der Austragungsort von Spiel ohne Grenzen. Das Thema dieser Runde war Am Tisch der Helden. Durch die Runden führten Jan Hiermeyer und Rosemarie Pfluger. Die Heimmannschaft aus Arosa konnte in der letzten Runde noch die Engländer abfangen und die Spielrunde gewinnen. Drolshagen, das nach der 4. Runde noch führte hat bei den letzten drei Runden nur drittletzte Plätze erreicht und so eine bessere Platzierung verspielt. |
| 2     | GB   | Stevenage                     | 42     | Am 9. August 1978 war der Hinterwald Park von Arosa der Austragungsort von Spiel ohne Grenzen. Das Thema dieser Runde war Am Tisch der Helden. Durch die Runden führten Jan Hiermeyer und Rosemarie Pfluger. Die Heimmannschaft aus Arosa konnte in der letzten Runde noch die Engländer abfangen und die Spielrunde gewinnen. Drolshagen, das nach der 4. Runde noch führte hat bei den letzten drei Runden nur drittletzte Plätze erreicht und so eine bessere Platzierung verspielt. |
| 3     | D    | Drolshagen                    | 36     | Am 9. August 1978 war der Hinterwald Park von Arosa der Austragungsort von Spiel ohne Grenzen. Das Thema dieser Runde war Am Tisch der Helden. Durch die Runden führten Jan Hiermeyer und Rosemarie Pfluger. Die Heimmannschaft aus Arosa konnte in der letzten Runde noch die Engländer abfangen und die Spielrunde gewinnen. Drolshagen, das nach der 4. Runde noch führte hat bei den letzten drei Runden nur drittletzte Plätze erreicht und so eine bessere Platzierung verspielt. |
| 4     | F    | Arette-la-Pierre-Saint Martin | 35     | Am 9. August 1978 war der Hinterwald Park von Arosa der Austragungsort von Spiel ohne Grenzen. Das Thema dieser Runde war Am Tisch der Helden. Durch die Runden führten Jan Hiermeyer und Rosemarie Pfluger. Die Heimmannschaft aus Arosa konnte in der letzten Runde noch die Engländer abfangen und die Spielrunde gewinnen. Drolshagen, das nach der 4. Runde noch führte hat bei den letzten drei Runden nur drittletzte Plätze erreicht und so eine bessere Platzierung verspielt. |
| 5     | I    | Pescasseroli                  | 34     | Am 9. August 1978 war der Hinterwald Park von Arosa der Austragungsort von Spiel ohne Grenzen. Das Thema dieser Runde war Am Tisch der Helden. Durch die Runden führten Jan Hiermeyer und Rosemarie Pfluger. Die Heimmannschaft aus Arosa konnte in der letzten Runde noch die Engländer abfangen und die Spielrunde gewinnen. Drolshagen, das nach der 4. Runde noch führte hat bei den letzten drei Runden nur drittletzte Plätze erreicht und so eine bessere Platzierung verspielt. |
| 6     | B    | Ottignies-Louvain-la-Neuve    | 22     | Am 9. August 1978 war der Hinterwald Park von Arosa der Austragungsort von Spiel ohne Grenzen. Das Thema dieser Runde war Am Tisch der Helden. Durch die Runden führten Jan Hiermeyer und Rosemarie Pfluger. Die Heimmannschaft aus Arosa konnte in der letzten Runde noch die Engländer abfangen und die Spielrunde gewinnen. Drolshagen, das nach der 4. Runde noch führte hat bei den letzten drei Runden nur drittletzte Plätze erreicht und so eine bessere Platzierung verspielt. |
| 7     | YU   | Kotor                         | 21     | Am 9. August 1978 war der Hinterwald Park von Arosa der Austragungsort von Spiel ohne Grenzen. Das Thema dieser Runde war Am Tisch der Helden. Durch die Runden führten Jan Hiermeyer und Rosemarie Pfluger. Die Heimmannschaft aus Arosa konnte in der letzten Runde noch die Engländer abfangen und die Spielrunde gewinnen. Drolshagen, das nach der 4. Runde noch führte hat bei den letzten drei Runden nur drittletzte Plätze erreicht und so eine bessere Platzierung verspielt. |

## 7. RundeLincoln, Großbritannien
| Platz | Land | Stadt       | Punkte | Bemerkung |
| ----- | ---- | ----------- | ------ | --- |
| 1     | B    | Hasselt     | 37     | Am 23. August 1978 war die siebte und letzte Austragung vor dem Finale im englischen Lincoln zu Gast. Präsentiert von Stuart Hall und Eddie Waring war "Robin Hood". Die jugoslawische Mannschaft aus Kragujevac mussten sich den Sieg mit den Belgiern teilen. Sie lagen noch 6 Punkte vor den Belgier vor dem letzten Spiel. Es war die knappste Entscheidung aller Zeiten, in der Geschichte von Spiel ohne Grenzen. Der fünftplatzierte Tramelan aus der Schweiz hatte nur zwei Punkte Rückstand. Alle Teams in den Top 5 hätten dieses Turnier noch im letzten Spiel gewinnen können. |
|       | YU   | Kragujevac  | 37     | Am 23. August 1978 war die siebte und letzte Austragung vor dem Finale im englischen Lincoln zu Gast. Präsentiert von Stuart Hall und Eddie Waring war "Robin Hood". Die jugoslawische Mannschaft aus Kragujevac mussten sich den Sieg mit den Belgiern teilen. Sie lagen noch 6 Punkte vor den Belgier vor dem letzten Spiel. Es war die knappste Entscheidung aller Zeiten, in der Geschichte von Spiel ohne Grenzen. Der fünftplatzierte Tramelan aus der Schweiz hatte nur zwei Punkte Rückstand. Alle Teams in den Top 5 hätten dieses Turnier noch im letzten Spiel gewinnen können. |
| 3     | D    | Telgte      | 36     | Am 23. August 1978 war die siebte und letzte Austragung vor dem Finale im englischen Lincoln zu Gast. Präsentiert von Stuart Hall und Eddie Waring war "Robin Hood". Die jugoslawische Mannschaft aus Kragujevac mussten sich den Sieg mit den Belgiern teilen. Sie lagen noch 6 Punkte vor den Belgier vor dem letzten Spiel. Es war die knappste Entscheidung aller Zeiten, in der Geschichte von Spiel ohne Grenzen. Der fünftplatzierte Tramelan aus der Schweiz hatte nur zwei Punkte Rückstand. Alle Teams in den Top 5 hätten dieses Turnier noch im letzten Spiel gewinnen können. |
|       | F    | Mandelieu   | 36     | Am 23. August 1978 war die siebte und letzte Austragung vor dem Finale im englischen Lincoln zu Gast. Präsentiert von Stuart Hall und Eddie Waring war "Robin Hood". Die jugoslawische Mannschaft aus Kragujevac mussten sich den Sieg mit den Belgiern teilen. Sie lagen noch 6 Punkte vor den Belgier vor dem letzten Spiel. Es war die knappste Entscheidung aller Zeiten, in der Geschichte von Spiel ohne Grenzen. Der fünftplatzierte Tramelan aus der Schweiz hatte nur zwei Punkte Rückstand. Alle Teams in den Top 5 hätten dieses Turnier noch im letzten Spiel gewinnen können. |
| 5     | CH   | Tramelan    | 35     | Am 23. August 1978 war die siebte und letzte Austragung vor dem Finale im englischen Lincoln zu Gast. Präsentiert von Stuart Hall und Eddie Waring war "Robin Hood". Die jugoslawische Mannschaft aus Kragujevac mussten sich den Sieg mit den Belgiern teilen. Sie lagen noch 6 Punkte vor den Belgier vor dem letzten Spiel. Es war die knappste Entscheidung aller Zeiten, in der Geschichte von Spiel ohne Grenzen. Der fünftplatzierte Tramelan aus der Schweiz hatte nur zwei Punkte Rückstand. Alle Teams in den Top 5 hätten dieses Turnier noch im letzten Spiel gewinnen können. |
| 6     | GB   | Cleethorpes | 29     | Am 23. August 1978 war die siebte und letzte Austragung vor dem Finale im englischen Lincoln zu Gast. Präsentiert von Stuart Hall und Eddie Waring war "Robin Hood". Die jugoslawische Mannschaft aus Kragujevac mussten sich den Sieg mit den Belgiern teilen. Sie lagen noch 6 Punkte vor den Belgier vor dem letzten Spiel. Es war die knappste Entscheidung aller Zeiten, in der Geschichte von Spiel ohne Grenzen. Der fünftplatzierte Tramelan aus der Schweiz hatte nur zwei Punkte Rückstand. Alle Teams in den Top 5 hätten dieses Turnier noch im letzten Spiel gewinnen können. |
| 7     | I    | Pianoro     | 24     | Am 23. August 1978 war die siebte und letzte Austragung vor dem Finale im englischen Lincoln zu Gast. Präsentiert von Stuart Hall und Eddie Waring war "Robin Hood". Die jugoslawische Mannschaft aus Kragujevac mussten sich den Sieg mit den Belgiern teilen. Sie lagen noch 6 Punkte vor den Belgier vor dem letzten Spiel. Es war die knappste Entscheidung aller Zeiten, in der Geschichte von Spiel ohne Grenzen. Der fünftplatzierte Tramelan aus der Schweiz hatte nur zwei Punkte Rückstand. Alle Teams in den Top 5 hätten dieses Turnier noch im letzten Spiel gewinnen können. |

## Finale
Das Finale fand in Montecatini Terme, Italien, statt. Folgenden Mannschaften haben sich für das Finale qualifiziert:
| Land | Stadt         | Platzierung | Punkte |
| ---- | ------------- | ----------- | ------ |
| GB   | Sandwell      | 1           | 48     |
| CH   | Arosa         | 1           | 44     |
| D    | Sobernheim    | 1           | 44     |
| B    | Willebroek    | 1           | 43     |
| YU   | Kragujevac    | 1           | 37     |
| F    | Fontainebleau | 2           | 44     |
| I    | Abano Terme   | 2           | 39     |

| Platz | Land | Stadt         | Punkte | Bemerkung |
| ----- | ---- | ------------- | ------ | --- |
| 1     | I    | Abano Terme   | 43     | Am 6. September 1978 fand das Finale in Montecatini Terme statt. Als Thema wurde Tausendundeine Nacht gewählt. Ettore Andenna und Milly Carlucci führten durch die Sendung. Abano Terme konnte das Finale gewinnen, obwohl sie in der Vorrunde noch Zweiter hinter Sobernheim war, die im Finale hingegen Letzter wurden. |
| 2     | GB   | Sandwell      | 41     | Am 6. September 1978 fand das Finale in Montecatini Terme statt. Als Thema wurde Tausendundeine Nacht gewählt. Ettore Andenna und Milly Carlucci führten durch die Sendung. Abano Terme konnte das Finale gewinnen, obwohl sie in der Vorrunde noch Zweiter hinter Sobernheim war, die im Finale hingegen Letzter wurden. |
| 3     | F    | Fontainebleau | 36     | Am 6. September 1978 fand das Finale in Montecatini Terme statt. Als Thema wurde Tausendundeine Nacht gewählt. Ettore Andenna und Milly Carlucci führten durch die Sendung. Abano Terme konnte das Finale gewinnen, obwohl sie in der Vorrunde noch Zweiter hinter Sobernheim war, die im Finale hingegen Letzter wurden. |
| 4     | CH   | Arosa         | 31     | Am 6. September 1978 fand das Finale in Montecatini Terme statt. Als Thema wurde Tausendundeine Nacht gewählt. Ettore Andenna und Milly Carlucci führten durch die Sendung. Abano Terme konnte das Finale gewinnen, obwohl sie in der Vorrunde noch Zweiter hinter Sobernheim war, die im Finale hingegen Letzter wurden. |
|       | YU   | Kragujevac    | 31     | Am 6. September 1978 fand das Finale in Montecatini Terme statt. Als Thema wurde Tausendundeine Nacht gewählt. Ettore Andenna und Milly Carlucci führten durch die Sendung. Abano Terme konnte das Finale gewinnen, obwohl sie in der Vorrunde noch Zweiter hinter Sobernheim war, die im Finale hingegen Letzter wurden. |
| 6     | B    | Willebroek    | 28     | Am 6. September 1978 fand das Finale in Montecatini Terme statt. Als Thema wurde Tausendundeine Nacht gewählt. Ettore Andenna und Milly Carlucci führten durch die Sendung. Abano Terme konnte das Finale gewinnen, obwohl sie in der Vorrunde noch Zweiter hinter Sobernheim war, die im Finale hingegen Letzter wurden. |
| 7     | D    | Sobernheim    | 25     | Am 6. September 1978 fand das Finale in Montecatini Terme statt. Als Thema wurde Tausendundeine Nacht gewählt. Ettore Andenna und Milly Carlucci führten durch die Sendung. Abano Terme konnte das Finale gewinnen, obwohl sie in der Vorrunde noch Zweiter hinter Sobernheim war, die im Finale hingegen Letzter wurden. |

Im gesamten Jahr 1978 haben die Briten, Belgier und Schweizer je zwei Siege erreicht. Die Briten über die ganze Spielzeit die solideste Mannschaft. Die Italiener wurden dreimal Letzter, konnten aber das Finale überraschend gewinnen. Deutschland wurde ungewohnter Letzter.
| # | Land                   | Gold | Silber | Bronze | Gesamtpunktzahl |
| - | ---------------------- | ---- | ------ | ------ | --------------- |
| 1 | Vereinigtes Königreich | 2    | 2      | 2      | 310             |
| 2 | Schweiz                | 2    | 1      | 1      | 286             |
| 3 | Belgien                | 2    | 1      | 1      | 272             |
| 4 | Deutschland            | 1    | 0      | 3      | 271             |
| 5 | Frankreich             | 0    | 2      | 2      | 271             |
| 6 | Italien                | 1    | 0      | 0      | 251             |
| 7 | Jugoslawien            | 1    | 0      | 0      | 235             |